# Peder Sunesen
Peder Sunesen (Hvide), född omkring 1161, död 29 oktober 1214, var biskop i Roskilde från 1191 till 1214.
Av fadern Sune Ebbesen och modern Cecilies åtta barn var han en av fem som blev biskop. Han var vän med abbot Vilhelm i Æbelholt Kloster, vilken förmodligen var hans lärofader. Enligt Vilhelm och ärkebiskop Absalons önskan sände Sune omkring 1180 sonen till den berömda abbot Stephan i Genovevaklostret vid Paris. Egentligen skulle Peder därnäst inträda i cistercienserorden, men han föredrog att fortsätta de bokliga studierna i Paris. 
Han registrerades som kanik i Genovevaklosteret och lärde den där hemmahörande skolastiska mystiken. Försvagad av sjukdom återvände han omkring 1183 och blev kanik i Lunds domkyrka under Absalon, som när han blev gammal nog, i 1191, fick honom utnämnd till biskop i Roskilde, som han dittills själv styrt. Ändå skulle Peder Sunesen hjälpa Absalon med de kyrkliga plikterna i ärkestiftet Lund.
Peder Sunesen var en nyckelperson i Danmarks kulturella relationer med Frankrike. Förbindelsen utvidgades även till politiken, när han tillsammans med abbotarna Stephan och Vilhelm hjälpte till att förmedla planen om Philip Augustis giftermål med kung Knut VI:s syster Ingeborg och stod, åtföljd av abbot Vilhelm, i spetsen för sändefärden som förde den danska kungadottern till Frankrike 1193.
Det var också de franska katedralerna som inspirerade honom vid uppförandet av Roskilde domkyrka, därutöver stod han även bakom bygget av Vor Frue Kirke, och den tillhörande Domskolen, i den uppblomstrande biskopstaden Köpenhamn.